# 豊田村 (長野県諏訪郡)
豊田村（とよだむら）は長野県諏訪郡にあった村。現在の諏訪市大字豊田にあたる。

## 地理
- 湖沼：諏訪湖
- 河川：宮川、舟渡川
- 峠：有賀峠

## 歴史
- 1873年（明治7年）10月22日 - 筑摩県諏訪郡有賀村・上野新田村・覗石新田村・文出村・小川村が合併して豊田村となる。
- 1876年（明治9年）8月21日 - 長野県の所属となる。
- 1889年（明治22年）4月1日 - 町村制の施行により、豊田村が単独で自治体を形成。
- 1941年（昭和16年）8月10日 - 上諏訪町・四賀村と合併して諏訪市が発足。同日豊田村廃止。

## 交通

### 道路
現在は旧村域に中央自動車道の有賀バスストップ・諏訪湖サービスエリアが所在するが、当時は未開通。